# 117 (число)
117 (Сто сімна́дцять) — натуральне число між  116 та  118.

## У математиці
- 9-те  п'ятикутне число
- 117 ділиться на 1, 3, 9, 13, 39
- Число харшад

## У науці
- Атомний номер унунсептію

## В інших областях
- 117 рік, 117 до н. е.
- ASCII-код символу «u»
- 117 — число віршів у біблійній  Пісні пісень
- 117 — номер головного героя серіалу «Перша хвиля»
- 117 — номер протагоніста творів всесвіту Halo Майстра Чіфа
- 117 — заводське позначення двигуна АЛ-41Ф1